# ظبي أمريكي
الوعل الشوكي القرون أو شائك القرن أو الظبي الأمريكي هو النوع الوحيد الممثل لفصيلة الظباء المعزية، ينتشر في جبال روكي في الغرب الأمريكي كل سنة. ولكن البعض لا يصنفة على أنه من أنواع الظباء بل أنه جنس مختلف ليس له أي أقرباء أحياء في العالم، كل عام تلحق فرق صغيرة بأطول هجرة أسفل القطب الشمالي في الأمريكتين ولكن ليس جميعها تلتزم بطريق هجرتها، إنها حيوانات خجولة ولكنها جريئة وهي ثاني أسرع الحيوانات البرية في العالم الحديث (بعد الفهد) فهي تجري بسرعة 96 كيلو متر في الساعة فهي تحتاج لسرعتها وإصرارها للتغلب على تقلب الفصول تسافر القطعان من جنوب وايومينق مسافة 190كيلو متر شمالاً وصولاً إلى تتن للإنجاب.

## الوصف
هذا الظبي له جسم متناسق ويميل للرشاقة والنحل وعضلات أقدامه القوية تخوله لبلوغ سرعة تقارب 97كم وله لون بني محمر فاتح وفي الأجزاء الداخلية من جسده لونه أبيض، وله قرنان في مقدمتهما نتوء بارز يشبه الشوكة وهذا ما اشتق به اسمه.

## اقرأ أيضا
- قائمة مزدوجات الأصابع حسب العدد